# Liste der denkmalgeschützten Objekte in Rechberg (Oberösterreich)
Die Liste der denkmalgeschützten Objekte in Rechberg enthält die denkmalgeschützten, unbeweglichen Objekte in Rechberg.

## Denkmäler
| Foto |                 | Denkmal                                                                           | Standort                              | Beschreibung | Metadaten |
| ---- | --------------- | --------------------------------------------------------------------------------- | ------------------------------------- | --- | --- |
| ja   | Datei hochladen | Museum, Ausstellungsbau Großdöllner HERIS-ID: 5743 Objekt-ID: 1617                | Döllnerstraße 3 Standort KG: Rechberg | Der Großdöllnerhof ist ein etwa 400 Jahre alter Mühlviertler Dreiseithof, der bis 1968 von der Familie Pehböck im Vollerwerb bewirtschaftet wurde. 1994 erwarb die Gemeinde den Hof und adaptierte ihn als Bauernmuseum und Veranstaltungszentrum. | BDA-Hist.: Q1548121 Status: § 2a Stand der BDA-Liste: 2025-06-30 Name: Museum Großdöllner GstNr.: .16 Großdöllnerhof, Rechberg                                                     |
| ja   | Datei hochladen | Pfarrhof HERIS-ID: 5742 Objekt-ID: 1616                                           | Rechberg 1 Standort KG: Rechberg      | Nach der Pfarrerhebung am 15. August 1656 musste die Taverne als Pfarrhof dienen. 1713 und 1889 brannte der Pfarrhof ab und wurde wieder neu gebaut. Nach dem Zweiten Weltkrieg wurden die Wirtschaftsräume zu einem ersten Pfarrhof umgebaut und für Exerzitien und Einkehrtage genutzt. 1991/92 wurde der Wirtschaftstrakt umgebaut und ein Kindergarten untergebracht, das Pfarrheim erneuert und der erste Stock des Pfarrhofes saniert. 2007/2008 wurde das Erdgeschoß generalsaniert und ein Pfarrbüro mit Räumen für Pfarrer und Sekretariat eingerichtet. | BDA-Hist.: Q37849488 Status: § 2a Stand der BDA-Liste: 2025-06-30 Name: Pfarrhof GstNr.: 77/2                                                                                      |
| ja   | Datei hochladen | Kath. Pfarrkirche hl. Nikolaus mit Friedhof(mauer) HERIS-ID: 5745 Objekt-ID: 1619 | Rechberg Standort KG: Rechberg        | Die Pfarrkirche Rechberg ist dem hl. Nikolaus geweiht und wurde bereits 1209 als Filialkirche von Pierbach urkundlich erwähnt. Die Pfarrerhebung war 1656. Joachim Enzmillner wurde die Pfarre dem Dominikanerinnenkloster Windhaag inkorporiert. Der Langhaussaal ist noch romanisch und flach gedeckt. 1956 wurden Reste von Fresken aus dem 13. Jahrhundert entdeckt, jedoch wieder übertüncht. Der um 1530 erbaute zweijochige Chor mit Dreiachtelschluss ist gleich breit und netzrippengewölbt. 1995 wurde die Kirche außen renoviert, nachdem in den Jahrzehnten davor die Sakristei, die Altäre, die Kanzel, die Empore, die Orgel und der Turm von Umbauten und Restaurierungen betroffen waren. | BDA-Hist.: Q1533619 Status: § 2a Stand der BDA-Liste: 2025-06-30 Name: Kath. Pfarrkirche hl. Nikolaus mit Friedhof(mauer) GstNr.: .6, 159/1, .8/1, 159/2 Parish church in Rechberg |